# Jörg Stiel
Jörg Thomas Stiel (* 3. März 1968 in Baden) ist ein ehemaliger Schweizer Fussballtorhüter und aktueller Torwarttrainer beim Grasshopper Club Zürich.

## Karriere
Jörg Stiel begann seine Karriere 1986 beim FC Wettingen. 1990 wechselte er zum FC St. Gallen. Nach drei Jahren verliess er 1993 den Club, mit dem er zum Saisonende abgestiegen war. Er wechselte nach Mexiko zu Toros Neza. Ein Jahr später kehrte er wieder in die Schweiz zurück und spielte für zwei Jahre beim FC Zürich. Nachdem in Zürich sein Vertrag nicht verlängert worden war, schloss er sich erneut dem FC St. Gallen an. 2000 wurde er mit dem FC St. Gallen Schweizer Meister, sein grösster Erfolg in seiner Spielerkarriere. 2001 wechselte er zum deutschen Bundesligisten Borussia Mönchengladbach. Bei den Borussen wurde Stiel Stammtorhüter sowie Publikumsliebling und absolvierte bis zu seinem Rücktritt im Jahre 2004 insgesamt 89 Bundesligaspiele.
Sein Debüt für die Schweizer Fussballnationalmannschaft gab Stiel im Jahre 2000. Er nahm mit der Schweiz zum Abschluss seiner Karriere an der EM 2004 teil und stand bei allen drei Turnierspielen für die Schweiz im Tor. Insgesamt bestritt er 21 Länderspiele für die A-Nationalmannschaft.
Kultstatus bekam Stiel u. a. durch sein Mitwirken bei einer Schweizer Werbekampagne zur «Bereitstellung/Abholung» von Mülltonnen unter dem Motto: «Ich weiss, wann ich raus muss.» Ab November 2006 war er Torhütertrainer des österreichischen Bundesligisten SCR Altach.
Seit Juli 2007 ist Stiel Teilhaber und Verwaltungsrat der WS4Sports AG, Mosnang SG (Generalvertretung der Marke Reusch in der Schweiz). Daneben arbeitet er auf Mandatsbasis für führende Schweizer Firmen wie Migros, Kantonalbanken etc. und Internetplattformen.
Seit dem 19. Juli 2009 war Stiel wieder bei Borussia Mönchengladbach tätig. Er übernahm dabei für sechs Monate die Aufgabe eines Dolmetschers für die bei der Borussia zur Spielzeit 2009/10 verpflichteten Spieler Juan Arango und Raúl Bobadilla. Stiel spricht durch seine aktive Zeit als Torhüter in Mexiko fliessend spanisch.
Vom Juli 2014 bis Juni 2021 arbeitete er als Torhütertrainer im Juniorenbereich beim FC Basel.
Von Juni 2021 bis Mai 2025 war er Goalietrainer beim  Schweizer Fussball-Rekordmeister Grasshopper Club Zürich.

## Sonstiges

### Kontroversen
Während des Viertelfinals der Beachsoccer-Europameisterschaft Ende Mai 2009 zwischen der Schweiz und Frankreich kam es zu einem Disput zwischen Éric Cantona und Stiel als Betreuer der Schweizer Mannschaft. Laut Cantona habe Stiel einen seiner Spieler als «schwarze Sau» beschimpft. Nach einem kurzen Wortgefecht schlug Cantona dem Schweizer ins Gesicht.